# Дерево (фільм)
Дерево (кит. трад. 孩子.樹, піньїнь: Haizi shu) — сінгапурський надприродно-містичний драматичний фільм 2001 року режисера Дейзі Чана з Зої Тей, Френсісом Нг, Філліс Квек, Це Кван Хо та Денг Мао Хуей у головних ролях. Фільм, знятий компанією Mediacorp Raintree Pictures, був повністю знятий у Сінгапурі протягом 28 днів з виробничим бюджетом 1,1 млн сінгапурських доларів. Фільм вийшов на екрани сінгапурських кінотеатрів 26 квітня 2001 року.

## Сюжет
Лінь Цзісіонг (Чжен Гепін) гине після того, як його збиває машина, і єдиним свідком стає його пасинок «Попіа» (Ден Мао Хуей), тихий хлопчик, у якого немає друзів, окрім велетенського дерева. Поліцейський слідчий Цзян Лянсін (Філліс Квек) переконується, що за кермом була дружина Ліна Го Мейфенг (Зої Тей), чий перший чоловік Се Венгуан (Це Кван-хо) зник 5 років тому. Тим часом хлопець Цзян, патологоанатом Ву Чунчже (Френсіс Нг) виявляє таємничий грибок у серці Ліна. Можливо, відповідь на все криється у велетенському дереві…

## Акторський склад
- Ден Мао Хуей — Се Цінью, дитина на прізвисько «Попіа»
- Зої Тей — Го Мейфен, мати Попії
- Френсіс Нг — Ву Чончже, патологоанатом
- Філліс Куек — Цзян Лянсін, подруга Ву Чунчже та поліцейського суперінтенданта
- Лау Сіумін — Ву Мінвей, батька Ву Чончже
- Це Кван-хо — Се Венгуан, батько Попії
- Чжен Гепін — Лін Цзісіонг, вітчим Попіа
- Дасмонд Ко — Чень Гоцян, поліцейський

## Відгуки
Сох Юн-Хуей поставив стрічці 1/2 з 4 зірок, написавши, що фільм мав на меті поєднати «інтригу, мелодраму і романтику, але кінцевий результат вийшов незграбним і незадовільним».